# Glutaryl-CoA dehydrogenase
Glutaryl-CoA dehydrogenase (GCDH) là một enzym được mã hóa bởi gen GCDH trên nhiễm sắc thể 19. Protein thuộc họ acyl-CoA dehydrogenase (ACD). Nó xúc tác quá trình oxy hóa decarboxyl của glutaryl-CoA thành crotonyl-CoA và cacbon dioxide trong quá trình trao đổi chất lysine, hydroxylysine và tryptophan. Nó sử dụng chất truyền điện tử flavoprotein làm chất nhận điện tử của nó. Enzym tồn tại trong ma trận ty thể như một đồng phân của tiểu đơn vị 45 kD. Đột biến trong gen này dẫn đến rối loạn chuyển hóa glutaric aciduria loại 1, còn được gọi là glutaric acidemia loại I. Cắt nối của gen này dẫn đến nhiều biến thể phiên mã.

## Cấu trúc
GCDH là một tetramer với đối xứng tứ diện, cho phép nó được xem như là một dime trong nhiều dime. Cấu trúc của nó rất giống với các ACD khác nhưng nếp gấp polypeptide tổng thể của GCDH được tạo thành từ ba miền: một miền amino-terminal bó alpha, một miền beta-sheet ở giữa và một miền alpha-xoắn khác ở cuối carboxyl. Flavin adenine dinucleotide (FAD) nằm ở điểm giao nhau giữa dải beta giữa và miền xoắn alpha-carboxyl của một tiểu đơn vị và miền carboxyl-terminal của tiểu đơn vị lân cận. Sự khác biệt rõ rệt nhất giữa GCDH và các ACD khác về cấu trúc là các vùng carboxyl và amino-terminal của monomer và trong vòng lặp giữa các chuỗi beta 4 và 5 bởi vì nó chỉ được tạo thành từ bốn dư lượng, trong khi các ACD khác có nhiều hơn. Túi chất kết dính được lấp đầy bằng một chuỗi ba phân tử nước, được chuyển đi khi chất nền liên kết với enzym. Các túi liên kết cũng nhỏ hơn một số túi ACD ràng buộc khác bởi vì nó chịu trách nhiệm về độ dài chuỗi cụ thể của GCDH cho chất nền thay thế. Gen GCDH được ánh xạ vào 19p13.2 và có số lượng exon là 15.

## Chức năng
GCDH chủ yếu được biết đến với quá trình oxy hóa decarboxyl của glutaryl-CoA thành crotonyl-CoA và carbon dioxide, là chất phổ biến trong quá trình oxy hóa ty thể của lysin, tryptophan và hydroxylysine. Cách nó hoàn thành nhiệm vụ này là thông qua một loạt các bước chuyển hóa vật lý, hóa học và điện tử. Đầu tiên nó liên kết chất nền glutaryl-CoA với dạng oxy hóa của enzym và lấy ra alpha-proton của chất nền bằng cơ sở xúc tác Glu370. Hydride sau đó được chuyển từ beta-carbon của chất nền sang N (5) của FAD, tạo ra dạng FAD 2e được khử. Vì vậy, điều này cho phép khử decboxboxyl glutaconyl-CoA, một trung gian liên kết enzym, bằng cách phá vỡ liên kết Cγ-Cδ, tạo thành một anion, một proton và CO2. Chất trung gian của dienolate được proton hóa, tạo ra crotonyl-CoA và giải phóng các sản phẩm từ vị trí hoạt động. Cuối cùng, dạng FAD giảm 2e được oxy hóa thành hai bước 1e− bởi một bộ chấp nhận electron bên ngoài để hoàn thành sản phẩm.

## Ý nghĩa lâm sàng
Các đột biến trong gen GCDH có thể dẫn đến các khiếm khuyết trong enzym được mã hóa bởi nó dẫn đến sự hình thành và tích lũy các chất chuyển hóa axit glutaric và axit 3-hydroxyglutaric cũng như glutarylcarnitine trong dịch cơ thể, về cơ bản dẫn đến axit niệu loại glutaric I, rối loạn chuyển hóa lặn tự phát. Các triệu chứng của bệnh này bao gồm: đại thực bào, các cơn khủng hoảng giống như viêm não cấp tính, co cứng, loạn nhịp tim, choreoathetosis, mất điều hòa, rối loạn vận động và co giật và phổ biến ở 100.000 người. Các đột biến trong thiết bị đầu cuối carboxyl của GCDH đã được xác định nhiều nhất ở những bệnh nhân có axit niệu loại glutaric I; cụ thể hơn, đột biến trong Ala389Val, Ala389Glu, Thr385Met, Ala377Val, và Ala377Thr tất cả dường như được liên kết với các rối loạn bởi vì chúng tách ra thành monome và/hoặc các dime không hoạt động.

## Tương tác
GCDH đã được thấy tương tác với:
- glutaryl-CoA

## Bên ngoài đường dẫn
- MeSH Glutaryl-CoA+dehydrogenase